# Fronda 1908
„Fronda” 1908 – potoczna nazwa antyrosyjskiej frakcji Ligi Narodowej oraz Stronnictwa Narodowo-Demokratycznego.
Do rozłamu doszło na tle polityki prorosyjskiej prowadzonej przez przywódców endecji. Do członków „frondy”, którzy w 1908 opuścili szeregi Ligi Narodowej i SND, przyłączyli się działacze Narodowego Związku Robotniczego oraz założonych później organizacji: Narodowego Związku Chłopskiego (1912) i Związku Inteligencji Niepodległościowej (1910, m.in. Feliks Młynarski, Karol Popiel). „Fronda” wywierała wpływ na Polskie Drużyny Strzeleckie. Organami prasowymi „frondy” były: „Goniec”, „Myśl Wszechpolska”, „Polska”. Przywódcy Frondy: T. Grużewski, J. Kucharzewski, Z. Makowiecki, A. Zawadzki.